# American Tribal Style Bellydance

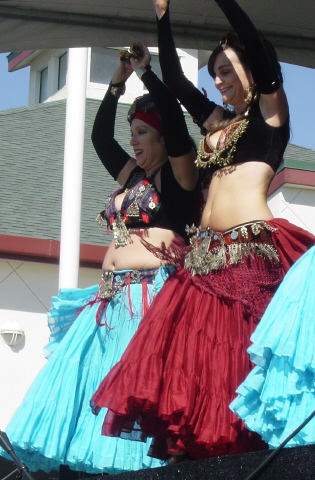
ATS-dansare i Pacifica, Kalifornien (2004).

American Tribal Style Belly Dance eller Tribal Style Belly Dance (även känt som ATS eller Tribal) är en modern variant av magdans skapad av danskoreografen Carolena Nericcio. och som utförs som gruppimprovisation. 

## Dansgrupper
Det finns ett flertal dansgrupper som specialiserat sig på American Tribal Belly Dance  i världen, inte minst i USA. En av de mest kända är FatChanceBellyDance, som bildades 1987 av Carolena Nericcio. 